# Église Saint-Jean-Baptiste de Breteuil-sur-Noye
L'église Saint-Jean-Baptiste de Breteuil-sur-Noye est situé au centre du bourg de Breteuil au nord du département de l'Oise.  Elle est affiliée à la paroisse bienheureuse Anne-Marie Javouhey de Brèche et Noye.

## Historique
L'église Saint-Jean-Baptiste de Breteuil a été construite, pour la première fois, en 1249 par l'abbé Mathieu. Elle fut brûlée par les Anglais en 1437, au cours de la Guerre de Cent Ans. Elle fut reconstruite en 1500 par l'abbé Maréchal, en style gothique flamboyant. Victime d'un incendie en 1620, elle fut restaurée en 1621-1622 comme le prouve la date de 1621 gravée sur les cloches, en haut du clocher. Elle fut détruite en 1940, au cours de la Bataille de France;
Elle fut reconstruite après guerre par l'architecte Louis Arretche.

## Caractéristiques

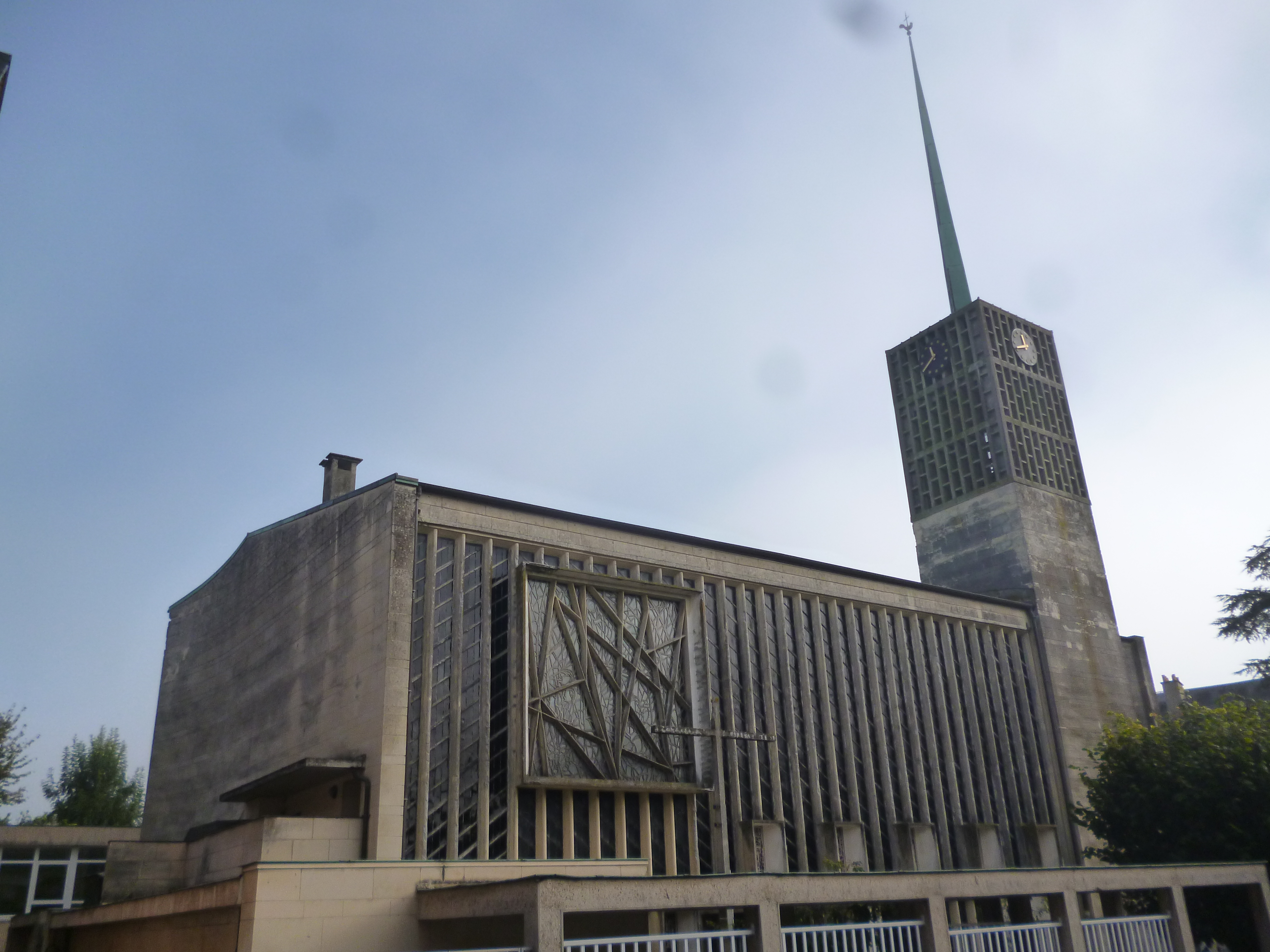
Église Saint-Jean-Baptiste de Breteuil-sur-Noye

Le bâtiment actuel, de forme parallélépipédique, a été construit en béton avec parement de pierre de taille. Les verrières faites de dalles de verre ont été réalisées par le peintre Nicolas Untersteller. La chapelle des fonts baptismaux est séparée de l'édifice principal. Le clocher quadrangulaire est surmonté d'une flèche. Près de l'église, se trouve le gisant de Nicolas Corbel, abbé de Breteuil.
En 2016, d'importants travaux de restauration ont été mis en œuvre.